# کروتسمبورک
کروتسمبورک (به چکی: Krucemburk) یک منطقهٔ مسکونی در جمهوری چک است که در ناحیه هاولیتشکوف برود واقع شده‌است. کروتسمبورک ۲۹٫۱۸ کیلومتر مربع مساحت و ۱٬۶۳۷ نفر جمعیت دارد و ۵۶۷ متر بالاتر از سطح دریا واقع شده‌است.